# Henry Fork
Henry Fork – jednostka osadnicza w Stanach Zjednoczonych, w stanie Wirginia, w hrabstwie Franklin.